# Château de Maribor
Le château de Maribor est un manoir baroque situé dans la ville de Maribor, au nord-est de la Slovénie. Édifié au XVe siècle et restauré depuis, il abrite aujourd'hui un musée régional.

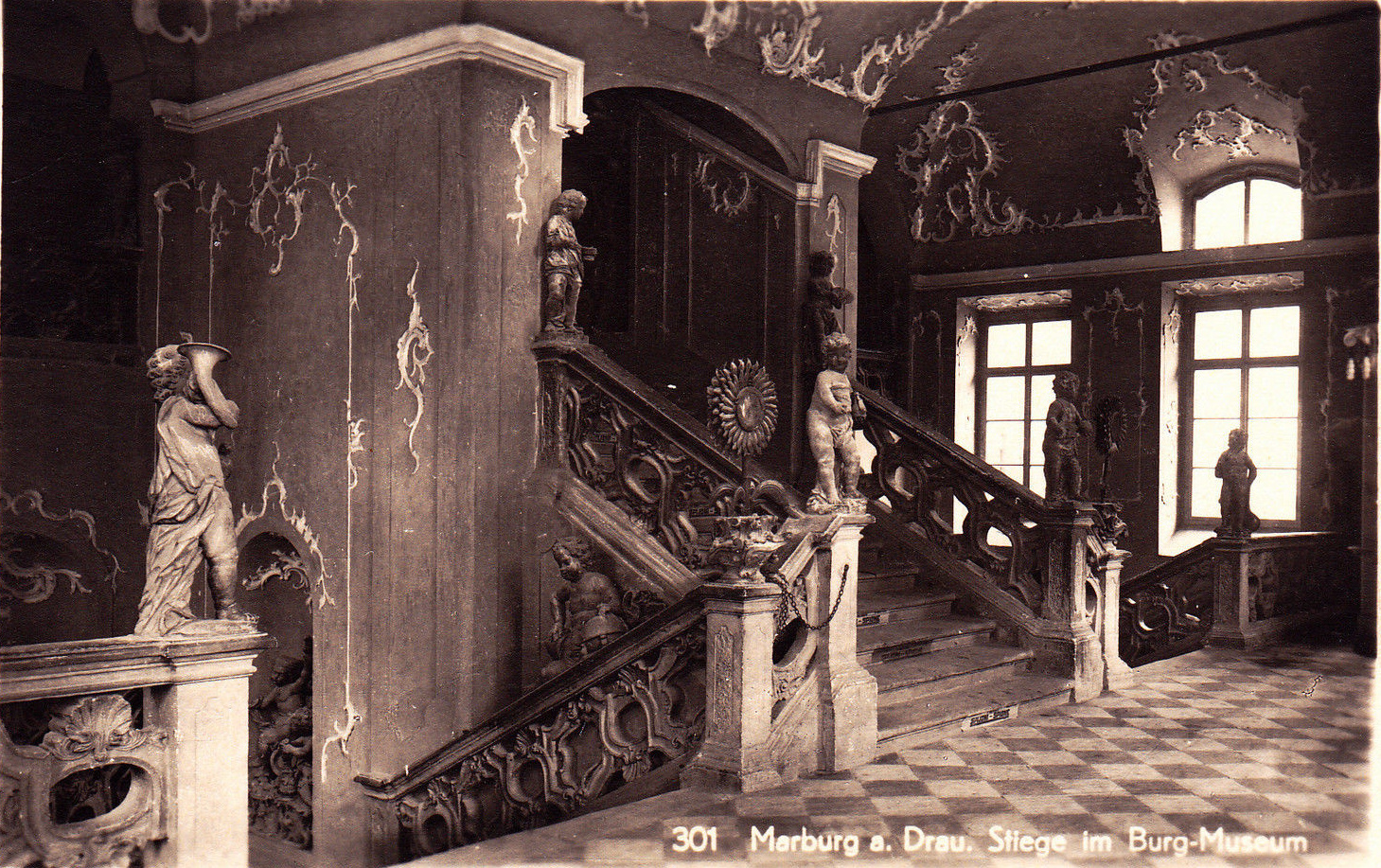
Intérieur du château en 1944.
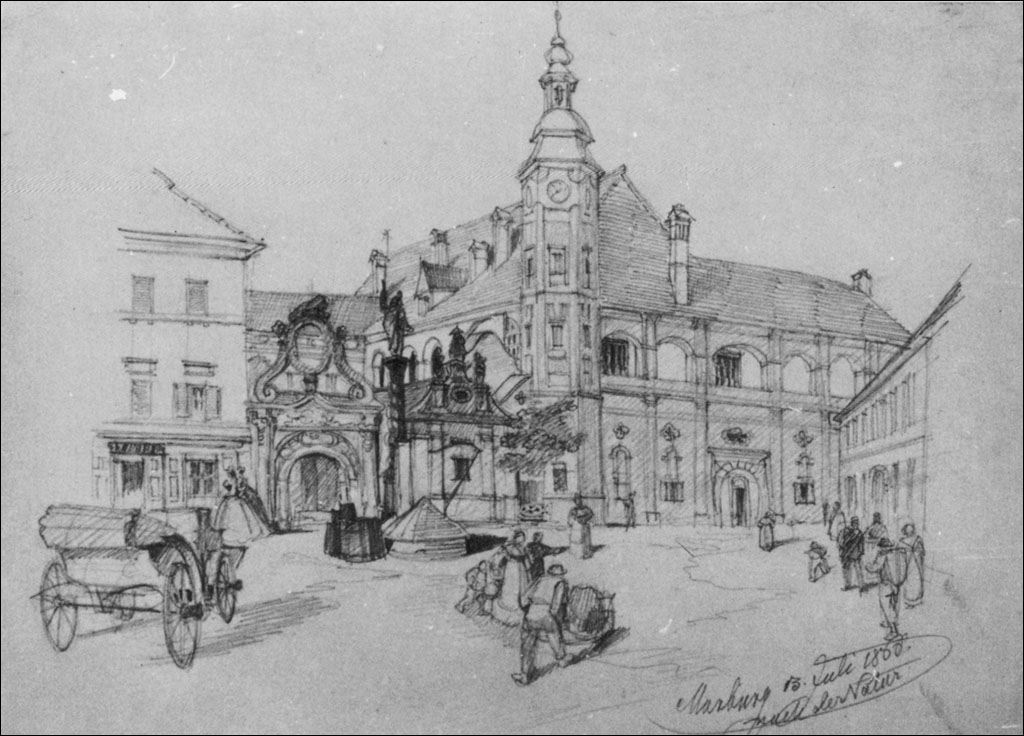
Château en 1866 (Carl Mayr).
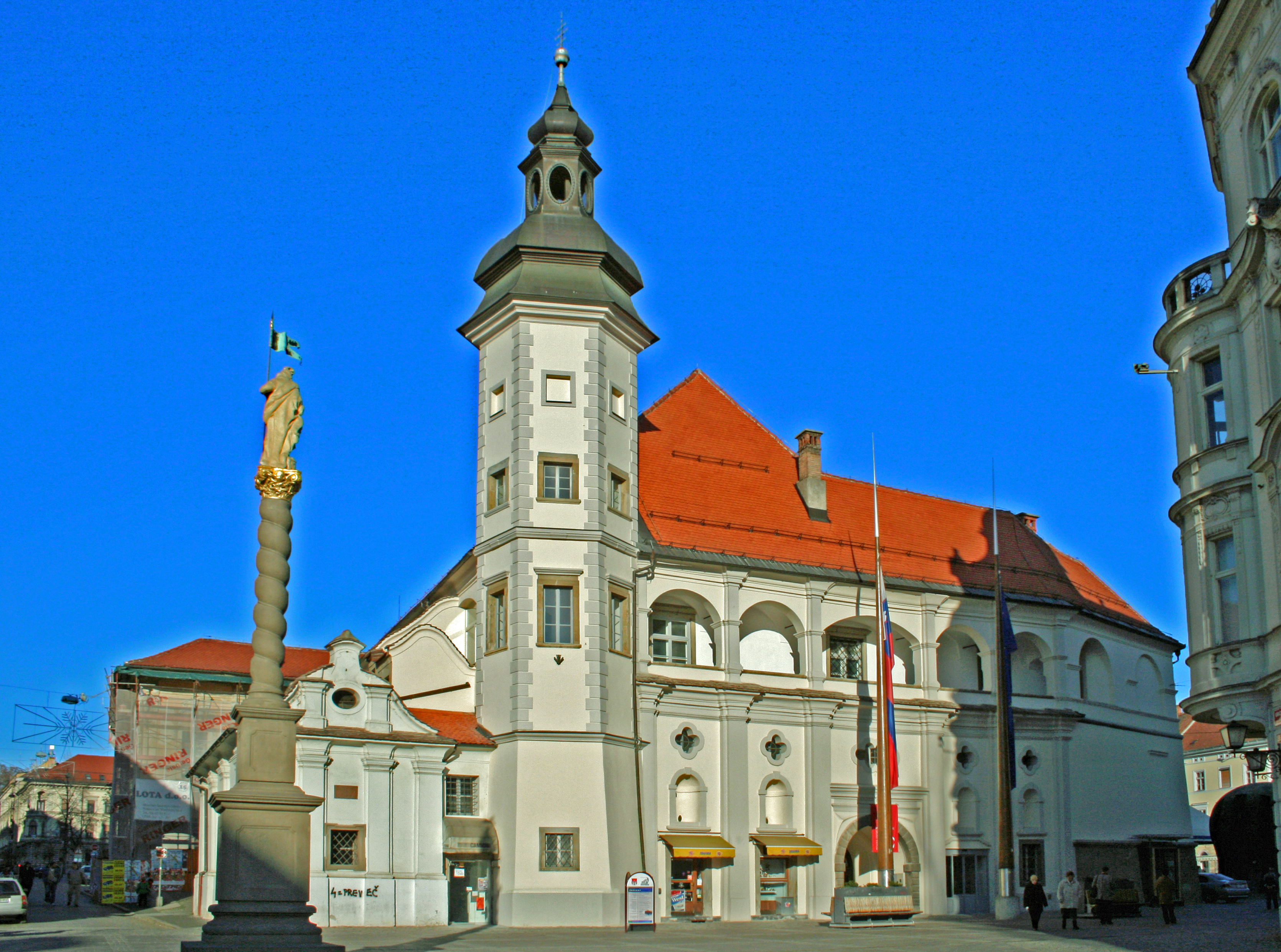